# Кардинал-довбоніс жовтий
Кардинал-довбоніс жовтий (Pheucticus chrysopeplus) — вид горобцеподібних птахів родини кардиналових (Cardinalidae).

## Поширення
Вид поширений вздовж тихоокеанського узбережжя Мексики від центральної Сонори до північно-західної Оахаки, а також на півдні Чіапаса та у Гватемалі. Бродяжні птахи спостерігалися на півдні США. Мешкає у відкритих лісах.

## Опис
Птах завдовжки до 21-24 см, вагою 77 г. Очі темні, ноги сірі, дзьоб трикутний і великий, чорний (світліший на нижній щелепі). Самець золотисто-жовтий, з чорними крилами і хвостом. На крилах є білі плями. Самиці жовті на черевній частині, спинні частини коричневі, з чорними смугами на тімені, потилиці та спині; щоки коричневі, а над оком є жовта лінія. Хвостове пір'я і поперек каштанові.

## Спосіб життя
Харчується переважно фруктами, ягодами та насінням. Чашеподібне гніздо будує із засохлої трави, коріння та листя на початку червня. У кладці від двох до п'яти яєць.

## Підвиди
Включає два підвиди:
- Pheucticus chrysopeplus dilutus van Rossem, 1934 — північно-західна Мексика
- Pheucticus chrysopeplus aurantiacus Salvin & Godman, 1891 — Південна Мексика та Гватемала